# پابلو برنال
پابلو برنال (اسپانیایی: Pablo Bernal‎؛ زادهٔ ۲۵ اوت ۱۹۸۶) دوچرخه‌سوار اهل اسپانیا است. وی در بازی‌های المپیک تابستانی ۲۰۱۲ شرکت کرده است.